# Molenbuurt (Almere)
Molenbuurt is een wijk in de Nederlandse stad Almere. De wijk is de oudste wijk in het stadsdeel Almere Buiten en grenst aan de wijken Buiten Centrum, Seizoenenbuurt, Bouwmeesterbuurt en het bedrijventerrein Poldervlak aan de noordwestkant. De straatnamen van de Molenbuurt zijn vernoemd naar verschillende type molens. Op 1 januari 2023 telde de wijk 3.935 inwoners, verdeeld over 1.626 woningen, op een oppervlakte van 0,65 km².
In 1980 is begonnen met de bouw van de Molenbuurt en in 1999 zijn de laatste woningen afgerond. Er staan ruim 1600 woningen, de meeste rijtjeswoningen met een vrijwel gelijke verdeling tussen koop en huur. De eerste bewoners kregen de sleutel in 1984. Inmiddels wonen er bijna 4200 mensen in 1700 huishoudens in deze wijk. Er is een beperkt aantal bedrijven gevestigd in de wijk.
In de Molenbuurt staan vier basisscholen van verschillende signaturen: De Kring (jenaplan), De Goede Herder (rooms-katholiek), De Tjasker (openbaar) en Het Kompas (protestants-christelijk).
Buurtbewoners hebben in 2015 een website opgezet met informatie over de wijk en aandacht voor o.m. de veiligheid.

## Openbaar vervoer
De wijk wordt doorsneden door een busbaan. Nabij de wijk bevindt zich het station Almere Buiten van NS.
Molenbuurt heeft twee bushaltes waar de volgende buslijnen stoppen:
- Molenbuurt Noord  M2   22
- Molenbuurt Zuid  M2   22

### Metrobus
| Lijn | Lijn        | Route                              | Via | Opmerkingen |
| ---- | ----------- | ---------------------------------- | --- | --- |
| M2   | Buitenmetro | Station Centrum - Stripheldenbuurt | Staatsliedenwijk, Waterwijk, Bouwmeesterbuurt, Molenbuurt, Station Buiten, Seizoenenbuurt, Oostvaardersbuurt, Station Oostvaarders, Sieradenbuurt | Rijdt tussen Station Almere Oostvaarders en Stripheldenbuurt in een lagere frequentie, rijdt bij Station Centrum verder als buslijn M1 . Rijdt op zaterdag 24 uur per dag op een deel van de route. |

### flexiGo
| Lijn | Route                            | Via | Opmerkingen                                                                                         |
| ---- | -------------------------------- | --- | --------------------------------------------------------------------------------------------------- |
| 22   | Station Almere Buiten - De Vaart | Molenbuurt, Bolderweg, (Draaibrugweg, Vlotbrugweg, Hefbrugweg,) Damsluisweg, (Schutsluisweg,) Groene Kadeweg | Rijdt in de spitsrichting ook via de haltes Draaibrugweg, Vlotbrugweg, Hefbrugweg en Schutsluisweg. |